# Sollerön
Sollerön est une localité de Suède dans la commune de Mora située dans le comté de Dalécarlie.
Sa population était de 903 habitants en 2019.

## Géographie
La localité est située sur l'île de Sollerön, dans le lac Siljan, reliée au continent par deux ponts.